# モミジチャルメルソウ
モミジチャルメルソウ（紅葉哨吶草、学名：Mitella acerina）は、ユキノシタ科チャルメルソウ属の多年草。チャルメルソウ属で唯一の雌雄異株性の種である。

## 特徴
チャルメルソウ属に特徴的な植物体にある毛は、葉の表面と花茎の短腺毛以外にほとんど無く、この属の中では雌雄異株であることとともに特異的である。地中の根茎は長く斜上して、地上または地表近くに細長い走出枝を出し、鱗片葉または普通葉をつける。根出葉はやや束生し、葉柄は長さ15-30cmになる。葉身は長さ4-10cm、幅4-9cmになる広卵形または卵円形で、基部は深い心形、先は鋭形または鋭尖形で、縁は5-7裂する。葉の表面は鮮緑色で、表面のみにあらい毛が散生する
花期は4-5月。花茎は高さ20-40cmになり、短い腺毛が密生する。先に総状花序をつけ、多数の花がやや密につく。花柄は長さ1-3mmになり、短腺毛がつく。萼筒は浅い倒円錐形で、短腺毛が密生する。萼裂片は5個あり、三角状卵形で、長さ約1mmになり、花時に斜開する。花弁は5個で平開し、ふつう紅紫色をおびた黄緑色で、長さ3-4mmになり、3裂まれに5裂し、裂片は針状線形になる。雄蕊は5個あり、花弁と対生し、花糸は葯より明らかに短い。雄花は、裂開直前の葯は淡黄色になり、開花後すぐに裂開する。雌花は、葯は発達せず、中に花粉が無く、開花しても裂開することもない。子房は下位で花盤が平らによく発達し、花柱はごく短く、柱頭は2裂してやや肥厚する。種子をつけるのは雌株のみ。果実は蒴果で、種子は長卵形で長さ約1mmになり、熟しても種皮は緑色または淡赤褐色でやや柔らかく、水に浮く。種子に乳頭状突起はなく平滑である。

## 分布と生育環境
日本固有種。本州の福井県、滋賀県、京都府の日本海側に分布し、山地の渓流沿いの斜面や岩上に生育する。渓流の水のしたたり落ちる苔むした岩場に多く、しばしば群落を形成する。また、チャルメルソウ属の中でも特に水際に特殊化した種であり、沢が増水した場合に水没するくらいの水際に生える。

## 名前の由来
和名モミジチャルメルソウは「紅葉哨吶草」の意で、「紅葉」は、葉が中裂したようすがモミジの葉に似ていることによる。
種小名（種形容語）acerina は、「カエデの葉の」の意味。

## 種の保全状況評価
準絶滅危惧（NT）（環境省レッドリスト）
（2017年、環境省）2007年レッドリストまでは、絶滅危惧II類(VU)。

## ギャラリー

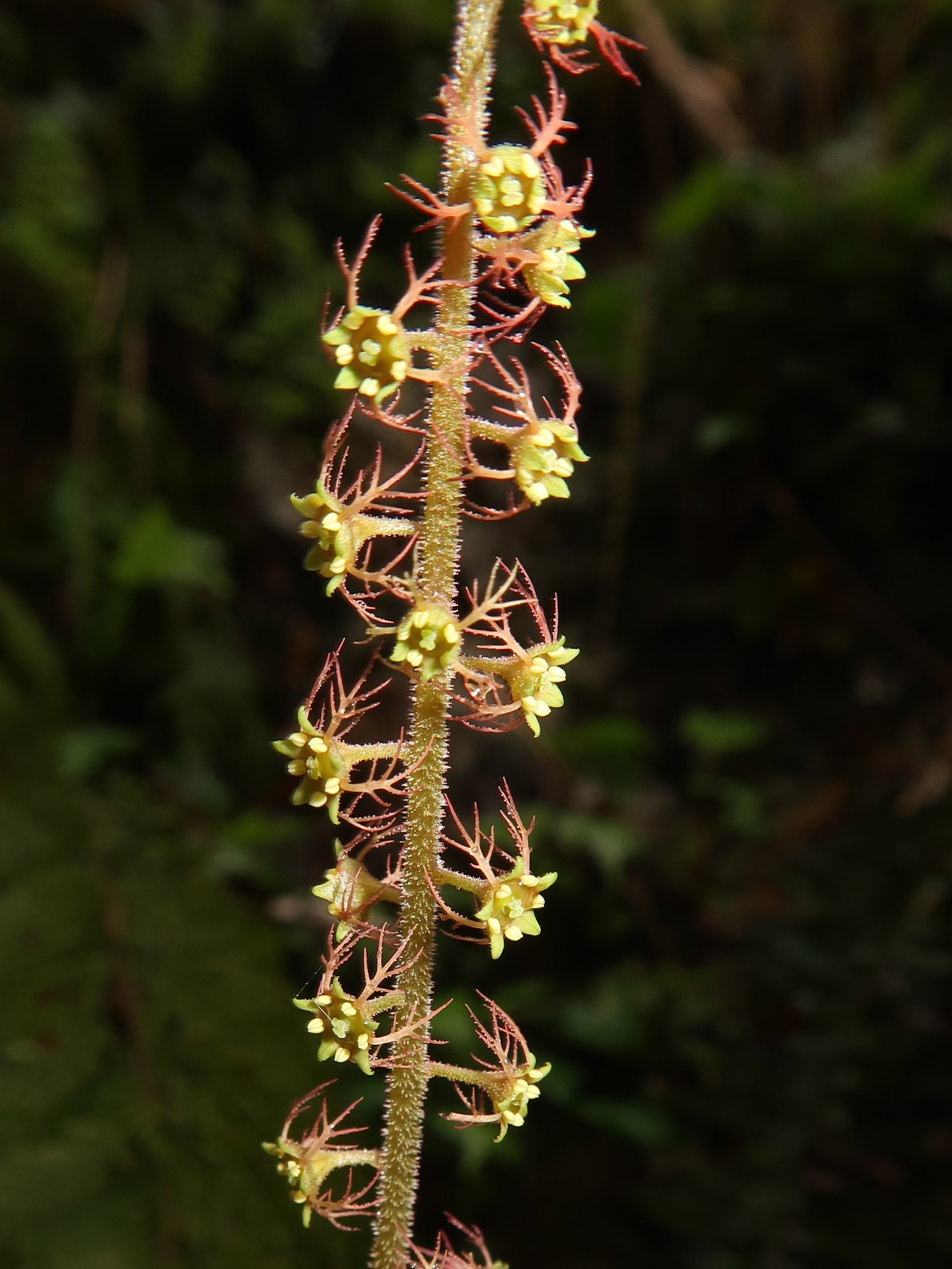
雄花序。
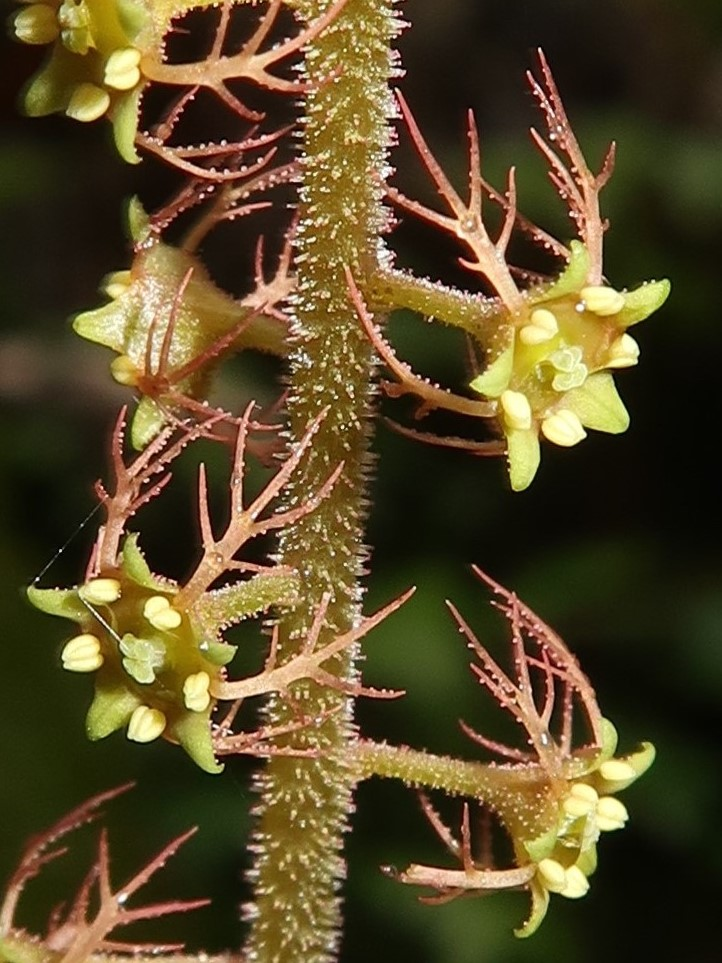
左の拡大。花弁は羽状に3-5裂し、雄蕊は花盤の縁につく。萼裂片は斜開する。
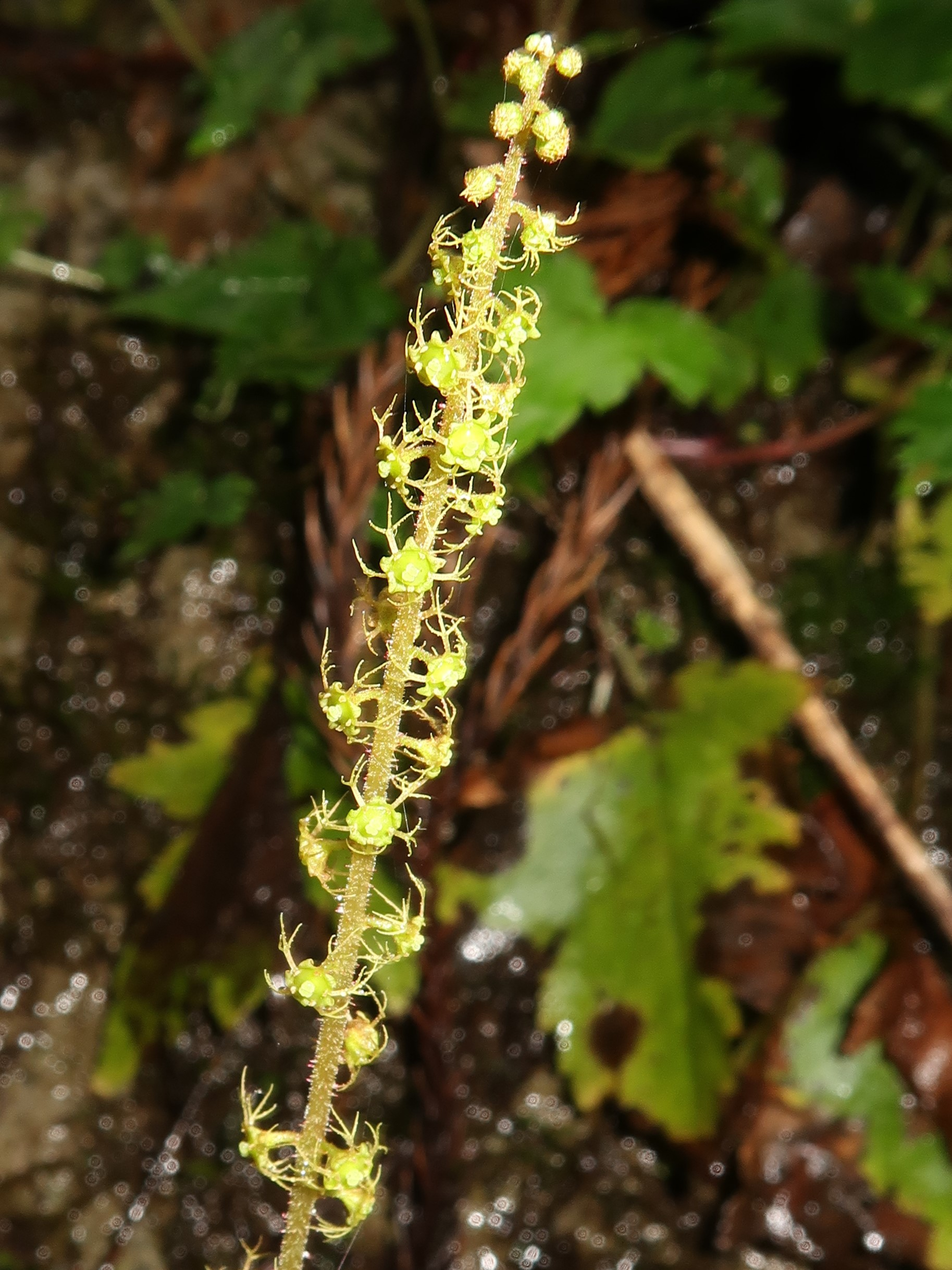
雌花序。雄蕊は発達しない。
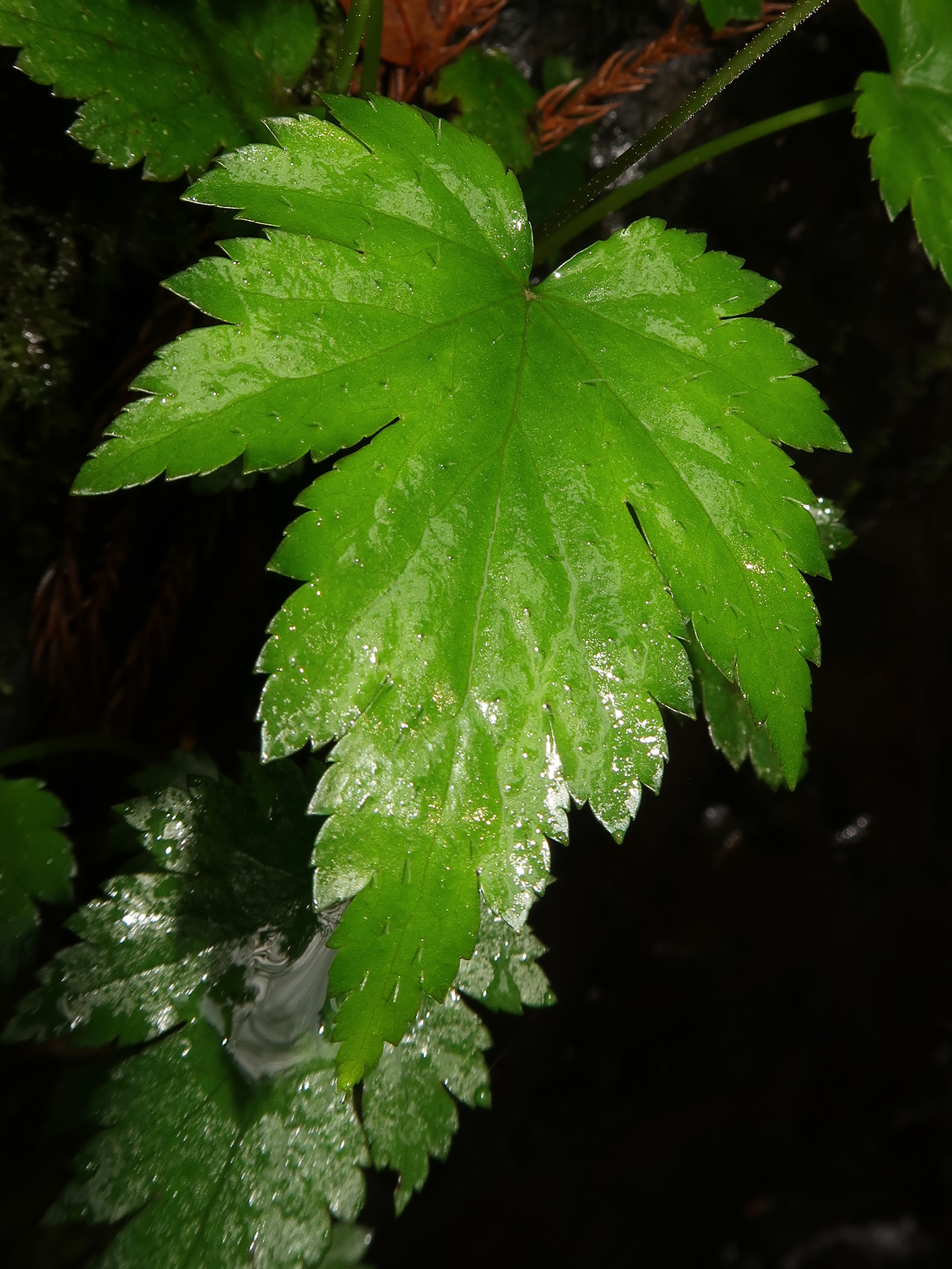
葉表にあらい毛が散生する。
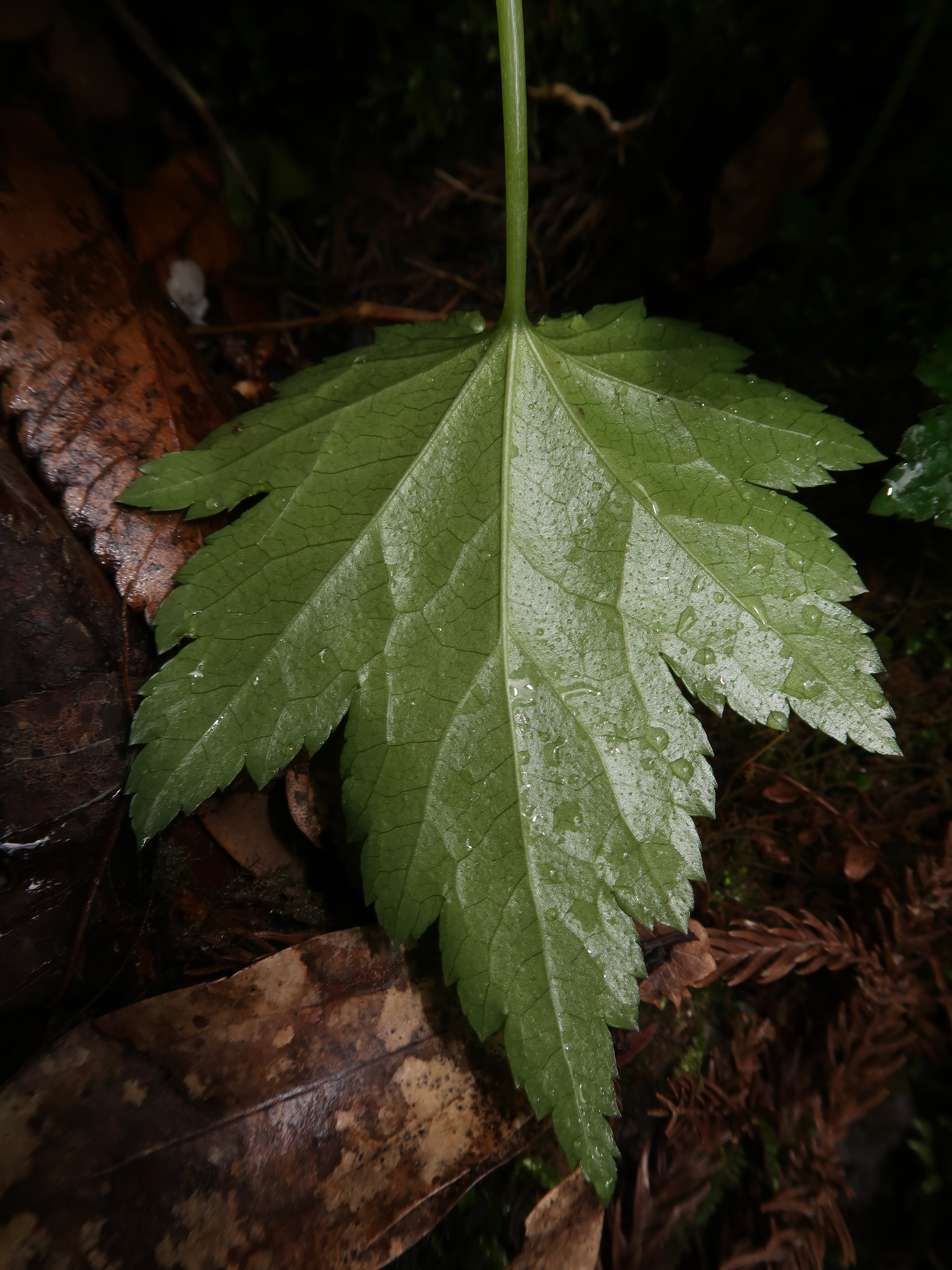
葉裏と葉柄に毛は無い。